# Batesiella crinita
Batesiella crinita là một loài nhện trong họ Theraphosidae. Chúng được Mary Agard Pocock miêu tả năm 1903.